# Nobby
Nobby (391 habitants) est un village du sud-est du Queensland, en Australie à 185 km au sud-est de Brisbane à mi distance entre Toowoomba et Warwick.